# Udo Weichert
Udo Weichert (* 23. August 1886 in Kamin; † nach 1933) war ein deutscher Politiker (DNVP).

## Leben
Udo Weichert wurde als Sohn eines Bäckermeisters geboren. Nach dem Schulbesuch absolvierte er eine Malerlehre, die er mit der Gesellenprüfung abschloss. Er bestand später die Meisterprüfung und arbeitete als Malermeister in Fürstenberg. Während der Zeit der Weimarer Republik trat er in die DNVP ein, für die er von März bis Oktober 1933 als Abgeordneter dem Preußischen Landtag angehörte.